# Ridderorden in Luxemburg
De groothertogen van Luxemburg stelden een aantal Luxemburgse ridderorden in. Andere orden werden na 1890 overgenomen uit het 24 jaar eerder door Pruisen geannexeerde Hertogdom Nassau.
- De Orde van de Gouden Leeuw van Nassau (In Nederland een Huisorde) 1858
- De Orde van Verdienste van Adolf van Nassau (eerder een Nassause Orde) 1858
- De Orde van de Eikenkroon 1841
- De Orde van Verdienste 1961

Orde van de Gouden Leeuw van Nassau · 
Orde van Verdienste van Adolf van Nassau ·
Orde van de Eikenkroon · 
Orde van Verdienste
Zie ook: Ridderorden in Luxemburg